# Моник Алекзандър
Моник Алекзандър (на английски: Monique Alexander) е американска порнографска актриса.

## Ранен живот
Родена е на 26 май 1982 г. в град Валехо, щата Калифорния, САЩ, но израства в град Сакраменто. Тя е от немски, португалски, руски и панамски произход. Работи като рецепционистка и стриптизьорка.

## Кариера
Дебютира като актриса в порнографската индустрия през 2001 г., когато е на 19-годишна възраст. В началото на кариерата си прави само секс сцени с жени и софт сцени. Още в дебютната си година подписва ексклузивен договор с компанията „Син Сити“. През януари 2002 г. е трофейно момиче на церемонията по връчване на наградите на AVN в Лас Вегас.
През 2004 г. сключва ексклузивен договор с компанията „Вивид Ентъртейнмънт“ и до 2009 г. е едно от момичетата на „Вивид“. За тази компания прави първата си секс сцена с мъж във филма „Лекси и Моник обичат Роко“, като ѝ партнира Роко Сифреди.
Участва с малки роли в третия сезон на американския сериал на HBO „Антураж“ и в игралния филм „Огън в кръвта: Високо напрежение“.
На 15 февруари 2008 г. заедно с Рон Джереми защитават порноиндустрията на дебат в Йейлският университет срещу представители на анти-порнографското движение.
Алекзандър е една от 15-те порноактриси участващи във видеоклипа на песента „YouPorn“ (2012) на рапъра Брайън Макнайт.

## Награди и номинации
Носителка на награди
- 2006: Temptation награда за най-добра актриса (филм) – „Да умреш за“.[10]
- 2006: Temptation награда за най-добра орална сцена (филм) – „Да умреш за“ (с Мануел Ферара).[10]
- 2008: AVN награда за най-добра секс сцена само с момичета (филм) – „Sex & Violins“ (с Фейт Лион и Стефани Морган).[11]
- 2008: AVN награда за най-добра сцена с групов секс.[11]
- 2009: AVN награда за най-добра двойка в секс сцена.[12]
- 2011: AVN награда за най-добра секс сцена с двойка само момичета – „Мяу“ (с Джена Хейз).[13]
- 2017: AVN зала на славата.[5]

Номинации
- 2004: Номинация за AVN награда за най-добра групова секс сцена (видео) – „В съзнанието на Клоуи Джоунс“ (с Долориан, Джесика Дрейк и Евън Стоун).[14]
- 2006: Номинация за F.A.M.E. награда за любима порноактриса.[15]
- 2006: Номинация за F.A.M.E. награда за най-горещо тяло.[15]
- 2006: Номинация за Temptation награда за най-добра актриса (видео) – „Моник и Лекси обичат Роко“.[16]
- 2006: Номинация за Temptation награда за най-добър изпълнител на договор/най-ценна звезда на договор.[16]
- 2007: Номинация за AVN награда за най-добра актриса (филм).[17]
- 2007: Номинация за AVN награда за недооценена звезда на годината.[17]
- 2008: Номинация за AVN награда за изпълнителка на годината.[18]
- 2008: Номинация за CAVR награда за MVP на годината.[19]
- 2009: Номинация за AVN награда за най-добра актриса – „Плачещ вълк“.[20]
- 2009: Номинация за XRCO награда за актриса – единично изпълнение.[21]
- 2010: Номинация за F.A.M.E. награда за най-горещо тяло.[22]
- 2011: Номинация за AVN награда за най-добра орална секс сцена – „Духай ми сандвич 14“ (с Рейлин).[23]
- 2011: Номинация за XBIZ награда за изпълнителка на годината.[24]